# Isoglossa substrobilina
Isoglossa substrobilina är en akantusväxtart. Isoglossa substrobilina ingår i släktet Isoglossa och familjen akantusväxter.

## Underarter
Arten delas in i följande underarter:
- I. s. substrobilina
- I. s. tenuispicata